# Василиј Чичагов
Василиј Чичагов (1726 – 1809) је био руски адмирал.

## Биографија
Покушао је да се са експедицијом 1765. и 1766. године пробије Северним поморским путем из Белог мора до Камчатке. Учествовао је у Руско-шведском рату (1788–90) у коме је командовао Балтичком флотом. Вештим маневром у бици код Еланда (25. јул 1789), Чичагов успева да одбије надмоћнију шведску флоту. Поново је поразио Швеђане у бици код Ревеља 13. маја 1790. године. Овом победом је обезбедио превласт Руса у Балтичком мору.